# David McPherson
David McPherson (17 de agosto de 1960) es un jinete británico que compitió en la modalidad de salto ecuestre. Ganó una medalla de bronce en el Campeonato Europeo de Saltos Ecuestres de 2007, en la prueba por equipos.

## Palmarés internacional
| Campeonato Europeo | Campeonato Europeo  | Campeonato Europeo | Campeonato Europeo |
| Año                | Lugar               | Medalla            | Categoría          |
| ------------------ | ------------------- | ------------------ | ------------------ |
| 2007               | Mannheim (Alemania) | Medalla de bronce  | Por equipos        |